# Aoi Nakamura
Aoi Nakamura (中村 蒼, Nakamura Aoi) (Fukuoka, 4 de março de 1991) é um produtor, modelo, cinegrafista e ator japonês. Ficou conhecido por atuar no filme Paranormal Activity 2: Tokyo Night, no Brasil Atividade Paranormal:Tóquio.

## Filmografia
- Paranormal Activity 2: Tokyo Night